# Dwadzieścia (5) lat później
Dwadzieścia (5) lat później – album koncertowy Jacka Kaczmarskiego wydany w 2001 roku przez Polskie Radio. Tytuł albumu nawiązuje do obchodzonych w 2000 i 2001 roku jubileuszy 20-lecia powstania „Solidarności” oraz 25-lecia pracy artystycznej Kaczmarskiego, które stały się pretekstem do wyboru 18 piosenek powstałych w ciągu 25 lat i zaprezentowaniu ich publiczności na scenie, a wśród nich pojawiają się dwa utwory pochodzące z powstającego wówczas programu Mimochodem.
Zarejestrowano 22 grudnia 2000 roku podczas koncertu w Piwnicy Artystycznej „Pod Harendą” w Warszawie.

## Twórcy[1]
- Jacek Kaczmarski – śpiew, gitara

Słowa: Jacek Kaczmarski, oprócz: 18 – słowa tradycyjne, tłum. Jacek Kaczmarski

Muzyka: Jacek Kaczmarski, oprócz: 17 – Bob Dylan; 18 – muzyka tradycyjna

## Lista utworów[1]
1. „Wędrówka z cieniem” (03:15)
2. „Przybycie tytanów” (03:01)
3. „Przypowieść o ślepcach (wg obrazu Pietera Breughela St.)” (02:13)
4. „Pamiętnik znaleziony w starych nutach” (01:40)
5. „Ballada wrześniowa” (02:13)
6. „Świadkowie” (04:54)
7. „Przyjaciele (wg Wiktora Woroszylskiego)” (01:45)
8. „Krowa (wg opowieści wujka Ignasia)” (02:12)
9. „Prośba” (03:03)
10. „Quasimodo” (02:02)
11. „Pan Wołodyjowski (wg Henryka Sienkiewicza)” (02:53)
12. „Ambasadorowie (wg obrazu Hansa Holbeina Mł.)” (02:48)
13. „Rublow (wg filmu Andrieja Tarkowskiego)” (06:19)
14. „Dwadzieścia lat później (wg Aleksandra Dumasa, ojca)” (04:02)
15. „Piosenka napisana mimochodem” (03:16)
16. „Jan Kochanowski” (04:57)
17. „Bob Dylan” (04:32)
18. „Mufka”[a] (03:18)

## Wydania[1]
- 2001 – Polskie Radio (kaseta, CD, nr kat. 8573882404, 8573882402)
- 2004 – Album włączony do Syna marnotrawnego – zestawu 22 płyt wydanego przez Pomaton EMI
- 2007 – Włączony do Arki Noego – zestawu 37 płyt wydanego przez Pomaton EMI
- 2015 – Polskie Radio (CD, nr kat. 8573882402) – reedycja[2]